# Ricky Marvin
Pour les articles homonymes, voir Negro Casas.

Ricardo Fuentes Romero (né le 8 janvier 1980) est un catcheur mexicain, plus connu sous le nom de Ricky Marvin, il a beaucoup catché pour la Pro Wrestling NOAH. 

## Carrière
Il fait ses débuts le 9 avril 1995. Il débute sous le nom de Ricky Marvin, et catche occasionnellement sous le nom de Mushiking Joker, ennemi de Mushiking Terry, il fait équipe avec Kotaro Suzuki.
Suzuki et Ricky Marvin est la première équipe Japonaise-étranger (et Japon-Mexique) combo remporte le GHC Junior Heavyweight Tag Team Championship et les premiers à remporter depuis Kendo Kashin et Dr. Wagner, Jr. le IWGP Junior Heavyweight Tag Team Championship en 1999.
Il retourne à la CMLL. Lors du Sin Piedad du 3 décembre, lui, Humberto Garza, Atlantis et Felino perdent contre Mistico, Latino, Shocker et Strongman.

### Pro Wrestling NOAH
Le 21 janvier 2007, lui et Kotarō Suzuki battent The Briscoe Brothers (Jay Briscoe et Mark Briscoe) et remportent les GHC Junior Heavyweight Tag Team Championship.
Lors de Global Tag League 2012, il bat Genba Hirayanagi. Lors de Summer Navigation 2012 Nuit 1, il bat Atsushi Aoki. Lors de Summer Navigation 2012 Nuit 6, Super Crazy et lui battent Special Assault Team et remporte les GHC Junior Heavyweight Tag Team Championship. Lors de New Year Navigation 2013, il participe à un Battle Royal Match de 9 que remporte Masao Inoue. Lors de Spring Navigation 2013 - Tag 3, il bat Bruiser Barry, Harlem Bravado, Hitoshi Kumano, Lance Bravado, Masao Inoue, Super Crazy et Yoshinari Ogawa dans un Battle Royal Match. Lors de Spring Navigation 2013 - Tag 6, il perd contre Taiji Ishimori et ne remporte pas le GHC Junior Heavyweight Championship.

### Westside Xtreme Wrestling
Lors de 16 Carat Gold 2013 - Tag 1, il perd contre Jonathan Gresham lors du premier tour du 16 Carat Gold Tournament 2013.

### Asistencia Asesoría y Administración (2007-2008,2013-...)
Il forme ensuite le groupe OGT avec Averno et Chessman. Le 4 novembre, ils battent Los Xinetez (Dark Cuervo, Dark Scoria et El Zorro) et remportent les AAA World Trios Championship.

## Palmarès
- Asistencia Asesoría y Administración
  - 1 fois AAA World Trios Championship avec Averno et Chessman

- Consejo Mundial de Lucha Libre
  - CMLL Japan Super Lightweight Championship (2 fois)
  - Mexican National Lightweight Championship (1 fois)

- Estudio Wrestling Association
  - EWA World Championship (1 fois)

- Powerslam Wrestling
  - PW Heavyweight Championship (1 fois, actuel)

- Power Slam
  - PS 50 : 17/2007

- Pro Wrestling Illustrated
  - Classé 107e des 500 meilleurs catcheurs en 2007

- Pro Wrestling NOAH
  - GHC Junior Heavyweight Championship (1 fois)
  - GHC Junior Heavyweight Tag Team Championship (3 fois) avec Kotarō Suzuki (1), Super Crazy (1) et Taiji Ishimori (1)

- Toryumon
  - NWA World Welterweight Championship (1 fois)

- Universal Wrestling Entertainment
  - UWE Tag Team Championship (1 fois) – avec Super Crazy

- Xplosion Nacional de Lucha
  - XNL Championship (1 fois)

- Xtreme Mexican Wrestling
  - XMW Junior Heavyweight Championship (1 fois)